# 萬國相
萬國相，字客卿，號鼎西，江西南昌府南昌县合熂里人。明朝政治人物。

## 生平
天启元年（1621年）辛酉鄉試十四名舉人，二年（1622年）壬戌科二甲進士。授刑部主事，時萬燝忤魏忠贤杖毙，人莫敢近。國相同御史胡良機爲燝舉丧，且歸其櫬。四年升员外，丁忧归。七年起福建司员外郎，升河南司郎中，推浙江學使，以祖老辭，出知杭州府。剖决滞狱，狱爲之空。乞終養，不許，會上窮治逆阉党，國相平反株连者數百人。崇祯四年养病告归，年三十六，遂卒。

## 家族
曾祖萬思仁，祖萬正钦，父萬文明，庠生。